# Aljaž Bedene
Aljaž Bedene, né le 18 juillet 1989 à Ljubljana, est un joueur de tennis professionnel slovène, naturalisé britannique. Professionnel de 2009 à 2022, il a d'abord représenté la Slovénie, puis le Royaume-Uni de 2015 à 2017, puis à nouveau la Slovénie à partir de 2018.

## Biographie
Aljaž Bedene a un frère jumeau nommé Andraž qui a joué quelques années sur le circuit professionnel. Il s'est marié avec la chanteuse slovène Kimalie en 2017.
Installé à Welwyn Garden City depuis 2008, il fait part en 2014 de son intention de prendre la nationalité britannique afin de pouvoir intégrer l'équipe de Grande-Bretagne de Coupe Davis. Il obtient la nationalité le 23 mars 2015. Cependant, ayant déjà joué à trois reprises pour la Slovénie en Coupe Davis, la Fédération internationale lui refuse son intégration dans l'équipe britannique. Il décide finalement de rejouer pour son pays natal à partir de la saison 2018 dans l'optique de participer aux Jeux olympiques de 2020.
Depuis 2011, il est l'un des principaux joueurs du TCBB, club de Boulogne-Billancourt évoluant en Première Division du Championnat de France interclub.

## Carrière
Pour sa première saison chez les pro en 2009, Aljaž Bedene remporte cinq tournois Futures en simple. Il ne joue que quatre mois en 2010 à cause d'une blessure. En 2011, il remporte son premier tournoi Challenger et se qualifie pour le tournoi de Vienne où il élimine Ivo Karlović. En 2012, il s'adjuge quatre nouveaux tournois et rentre dans le top 100 en fin juillet. Il est aussi quart de finaliste à Vienne grâce à une victoire sur Donald Young.
Sur le circuit ATP, il se révèle le 4 janvier 2013 lorsqu'il bat Stanislas Wawrinka en quarts de finale du tournoi de Chennai. Il s'incline cependant au tour suivant face à Janko Tipsarević. Au début de sa saison 2015, toujours à l'Open de Chennai, il réalise de nouveau un beau parcours : issu des qualifications, il y atteint en effet la première finale ATP de sa carrière en éliminant notamment trois têtes de série, mais Wawrinka prend sa revanche en le battant en finale. On peut noter que l'Open de Chennai est un tournoi qui lui réussit bien puisqu'en quatre participations, il y a toujours atteint au moins les quarts-de-finale, sans avoir jamais été tête de série. En quatre éditions, il a ainsi atteint la finale une fois et les demi-finales par deux fois et possède un ratio de 12 victoires pour seulement 4 défaites dans ce tournoi.
En 2019, en revenant d'un titre en Challenger à Portoroz face au Norvégien Viktor Durasovic, il se qualifie pour le troisième tour de l'US Open, en battant le Slovaque Jozef Kovalík et le Français Benoît Paire. Il est battu en quatre sets par Alexander Zverev. Il atteint ensuite la finale de l'Open de Moselle et s'incline contre Jo-Wilfried Tsonga (64-7, 7-64, 6-3). En 2020, il atteint les huitièmes de finale à Cincinnati et le 3e tour à Roland-Garros où il est contraint à l'abandon contre Stéfanos Tsitsipás.
Sur le circuit Challenger, il a remporté 16 tournois en simple : à Barletta en 2011, Casablanca, Barletta, Košice et Wuhan en 2012, Rome et Banja Luka en 2013, Todi en 2014, Irving, Rome et Todi en 2015, Irving, Sophia Antipolis et Barletta en 2017, Orléans en 2018 et Portorož en 2019. En double, il s'est illustré à Ljubljana en 2011 avec Grega Žemlja.
Il prend sa retraite après la coupe Davis 2022, où il bat en simple Kristjan Tamm, le 16 septembre 2022 (65-7, 6-3, 6-4). Son dernier match professionnel a lieu en double, où il bat en trois sets avec son compatriote Blaž Kavčič, la paire Kenneth Raisma / Mattias Siimar, le 18 septembre 2022 (6-3, 3-6, 6-1).

## Palmarès

### Finales en simple messieurs
| No | Date       | Nom et lieu du tournoi           | Catégorie | Dotation  | Surface      | Vainqueur          | Score           |          |
| -- | ---------- | -------------------------------- | --------- | --------- | ------------ | ------------------ | --------------- | -------- |
| 1  | 05-01-2015 | Aircel Chennai Open, Chennai     | ATP 250   | 403 495 $ | Dur (ext.)   | Stanislas Wawrinka | 6-3, 6-4        | Parcours |
| 2  | 24-04-2017 | Gazprom Hungarian Open, Budapest | ATP 250   | 482 060 € | Terre (ext.) | Lucas Pouille      | 6-3, 6-1        | Parcours |
| 3  | 12-02-2018 | Argentina Open, Buenos Aires     | ATP 250   | 568 190 $ | Terre (ext.) | Dominic Thiem      | 6-2, 6-4        | Parcours |
| 4  | 16-09-2019 | Moselle Open, Metz               | ATP 250   | 524 340 € | Dur (int.)   | Jo-Wilfried Tsonga | 64-7, 7-64, 6-3 | Parcours |

## Parcours dans les tournois duGrand Chelem

### En simple
| Année | Open d'Australie | Open d'Australie   | Internationaux de France | Internationaux de France | Wimbledon       | Wimbledon         | US Open         | US Open          |
| ----- | ---------------- | ------------------ | ------------------------ | ------------------------ | --------------- | ----------------- | --------------- | ---------------- |
| 2013  | 1er tour (1/64)  | Benjamin Becker    | 1er tour (1/64)          | J.-W. Tsonga             | 1er tour (1/64) | Leonardo Mayer    | 1er tour (1/64) | D. Toursounov    |
| 2014  | 1er tour (1/64)  | Stéphane Robert    | —                        | —                        | 1er tour (1/64) | Kevin Anderson    | —               | —                |
| 2015  | 1er tour (1/64)  | Novak Djokovic     | 1er tour (1/64)          | Dominic Thiem            | 2e tour (1/32)  | Viktor Troicki    | 2e tour (1/32)  | Donald Young     |
| 2016  | 1er tour (1/64)  | Steve Johnson      | 3e tour (1/16)           | Novak Djokovic           | 1er tour (1/64) | Richard Gasquet   | 1er tour (1/64) | Nick Kyrgios     |
| 2017  | 1er tour (1/64)  | V. Estrella Burgos | 2e tour (1/32)           | Jiří Veselý              | 3e tour (1/16)  | Gilles Müller     | 1er tour (1/64) | Andrey Rublev    |
| 2018  | 1er tour (1/64)  | Roger Federer      | 1er tour (1/64)          | Pablo Cuevas             | 2e tour (1/32)  | Radu Albot        | 1er tour (1/64) | N. Basilashvili  |
| 2019  | 1er tour (1/64)  | Alexander Zverev   | 1er tour (1/64)          | Borna Ćorić              | 1er tour (1/64) | Matteo Berrettini | 3e tour (1/16)  | Alexander Zverev |
| 2020  | 2e tour (1/32)   | Ernests Gulbis     | 3e tour (1/16)           | Stéfanos Tsitsipás       | Annulé          | Annulé            | 1er tour (1/64) | Emil Ruusuvuori  |
| 2021  | 1er tour (1/64)  | Alexander Bublik   | 2e tour (1/32)           | D. Schwartzman           | 3e tour (1/16)  | Matteo Berrettini | —               | —                |
| 2022  | —                | —                  | 3e tour (1/16)           | Novak Djokovic           | 1er tour (1/64) | M. Marterer       | 1er tour (1/64) | Pedro Cachín     |

N.B. : à droite du résultat se trouve le nom de l'ultime adversaire.

### En double
| Année | Open d'Australie            | Open d'Australie         | Internationaux de France      | Internationaux de France     | Wimbledon                  | Wimbledon                     | US Open                       | US Open               |
| ----- | --------------------------- | ------------------------ | ----------------------------- | ---------------------------- | -------------------------- | ----------------------------- | ----------------------------- | --------------------- |
| 2013  | —                           | —                        | 2e tour (1/16) G. Žemlja      | A. Qureshi J.-J. Rojer       | 1er tour (1/32) G. Žemlja  | Sa. Ratiwatana So. Ratiwatana | —                             | —                     |
| 2015  | —                           | —                        | 1er tour (1/32) A. Ramos      | F. Čermák Jiří Veselý        | 1er tour (1/32) D. Džumhur | S. Johnson Sam Querrey        | 1er tour (1/32) D. Gimeno     | Mate Pavić M. Venus   |
| 2016  | 1er tour (1/32) D. Brown    | Ivan Dodig Marcelo Melo  | —                             | —                            | —                          | —                             | —                             | —                     |
| 2019  | 1er tour (1/32) M. Marterer | Łukasz Kubot H. Zeballos | 1er tour (1/32) H. Hurkacz    | M. Daniell W. Koolhof        | —                          | —                             | —                             | —                     |
| 2020  | 1er tour (1/32) Ariel Behar | F. Delbonis M. Mayer     | 2e tour (1/16) D. Novak       | Ivan Dodig Filip Polášek     | Annulé                     | Annulé                        | —                             | —                     |
| 2021  | 1er tour (1/32) Jiří Veselý | L. Bambridge D. Inglot   | 1er tour (1/32) J. Withrow    | Dominik Köpfer E. Ruusuvuori | —                          | —                             | —                             | —                     |
| 2022  | —                           | —                        | 1er tour (1/32) F. Krajinović | M. González Marcelo Melo     | 1er tour (1/32) Kwon S.-w. | Diego Hidalgo C. Rodríguez    | 1er tour (1/32) E. Ruusuvuori | R. Galloway A. Lawson |

N.B. : le nom du partenaire se trouve sous le résultat ; le nom des ultimes adversaires se trouve à droite.

## Parcours dans lesMasters 1000
| Année | Indian Wells          | Miami                 | Monte-Carlo         | Madrid | Rome                     | Canada | Cincinnati                | Shanghai          | Paris              |
| ----- | --------------------- | --------------------- | ------------------- | ------ | ------------------------ | ------ | ------------------------- | ----------------- | ------------------ |
| 2013  | 1er tour F. Fognini   | 2e tour A. Seppi      | —                   | —      | —                        | —      | —                         | —                 | —                  |
| 2014  | —                     | 3e tour Be. Becker    | —                   | —      | —                        | —      | —                         | —                 | —                  |
| 2015  | —                     | —                     | —                   | —      | —                        | —      | —                         | —                 | 2e tour John Isner |
| 2016  | 1er tour M. Youzhny   | 2e tour R. Bautista   | 2e tour R. Nadal    | —      | 1er tour S. Robert       | —      | —                         | —                 | —                  |
| 2017  | —                     | 1er tour J.-L. Struff | —                   | —      | 2e tour N. Djokovic      | —      | —                         | 2e tour A. Zverev | —                  |
| 2018  | —                     | 1er tour E. Donskoy   | 2e tour R. Nadal    | —      | 1/8 de finale P. Carreño | —      | —                         | —                 | —                  |
| 2019  | —                     | 1er tour A. Mannarino | 1er tour Radu Albot | —      | —                        | —      | —                         | —                 | —                  |
| 2020  | n.o.                  | n.o.                  | n.o.                | n.o.   | —                        | n.o.   | 1/8 de finale D. Medvedev | n.o.              | 1er tour M. Raonic |
| 2021  | —                     | 2e tour K. Nishikori  | —                   | —      | 1er tour J.-L. Struff    | —      | —                         | n.o.              | —                  |
| 2022  | 1er tour K. Majchrzak | 1er tour U. Humbert   | —                   | —      | —                        | —      | —                         | n.o.              | —                  |

N.B. : sous le résultat se trouve le nom de l’ultime adversaire.

## Victoires sur le top 10
Toutes ses victoires sur des joueurs classés dans le top 10 de l'ATP lors de la rencontre.
| Légende      |
| Grand Chelem |
| Masters 1000 |
| 500 Series   |
| 250 Series   |

| # | A.B.  | Tournoi   | Année | Surface      | Adversaire         | Rang | Tour | Score    |
| - | ----- | --------- | ----- | ------------ | ------------------ | ---- | ---- | -------- |
| 1 | no 65 | Rome      | 2018  | Terre battue | Kevin Anderson     | no 7 | 1/16 | 6-4 ab.  |
| 2 | no 52 | Rotterdam | 2020  | Dur Indoor   | Stéfanos Tsitsipás | no 6 | 1/8  | 7-5, 6-4 |

## Classements ATP en fin de saison
| Année          | 2008 | 2009 | 2010 | 2011 | 2012 | 2013 | 2014 | 2015 | 2016 | 2017 | 2018 | 2019 | 2020 |
| Rang en simple | 1659 | 304  | 540  | 165  | 98   | 88   | 145  | 45   | 101  | 49   | 67   | 58   | 58   |
| Rang en double | -    | 676  | -    | 349  | 361  | 148  | -    | 529  | 248  | 550  | -    | 454  | 374  |

Source : (en) Classements de Aljaž Bedene sur le site officiel de la Fédération internationale de tennis